# Oh Yoon-ah
Oh Yoon-ah (오윤아?; Ulsan, 14 ottobre 1980) è un'attrice ed ex-modella sudcoreana.
Ha iniziato la sua carriera come modella promozionale delle corse automobilistiche e nel 2000 ha vinto il primo Cyber Race Queen Contest. Nel 2003 è diventata corrispondente di spettacolo per il programma Section TV, ma è stata licenziata per essere rimasta in silenzio per 3 minuti durante un'intervista in diretta. Ha debuttato come attrice nella serie TV del 2004 Pokpung sog-euro, ma è stato il suo ruolo secondario come amica della protagonista nella sitcom Old Miss Diary a renderla famosa. Ha continuato a recitare in televisione, apparendo in diverse serie tra cui Geu yeoja, Mr. Good-Bye, Oegwa-uisa Bong Dal-hee, Gongbu-ui sin, Gyeolhonhaejuse-yo e in particolare Yeon-ae sidae, per la quale ha vinto il premio come migliore attrice non protagonista agli SBS Drama Award del 2006.

## Filmografia

### Cinema
- Yeon-aesulsa (연애술사?), regia di Cheon Se-hwan (2005)
- Old Miss Diary geukjangpan (올드미스 다이어리 극장판?), regia di Kim Seok-yun (2006)
- Atena: The Movie (아테나: 더 무비?), regia di Kim Young-joon, Kim Tae-hoon e Hwang Jung-hyun (2011)
- Gwisin-ui hyanggi (귀신의 향기?), regia di Lee Joon-hak (2019)
- Bangbeop: Jaecha-ui (방법: 재차의?), regia di Kim Yong-wan (2021)

### Televisione
- Pokpung sog-euro (폭풍 속으로?) – serie TV (2004)
- Algedoelgeo-ya (알게될거야?) – serie TV (2004)
- Old Miss Diary (올드 미스 다이어리?) – serie TV (2004-2005)
- Geonppangseonsaenggwa byeolsatang (건빵선생과 별사탕?) – serie TV (2005)
- Geu yeoja (그 여자?) – serie TV (2005)
- Yeon-ae sidae (연애시대?) – serie TV (2006)
- Mr. Good-Bye (미스터 굿바이?) – serie TV (2006)
- Someday (썸데이?) – serie TV (2006)
- Oegwa-uisa Bong Dal-hee (외과의사 봉달희?) – serie TV (2007)
- Urijib-e wae-wanni (우리집에 왜왔니?) – serie TV (2008)
- Baram-ui nara (바람의 나라?) – serie TV (2009)
- Bap jwo (밥 줘?) – serial TV (2009)
- Gongbu-ui sin (공부의 신?) – serie TV (2010)
- Gyeolhonhaejuse-yo (결혼해주세요?) – serie TV (2010)
- Athena - Jeonjaeng-ui yeosin (아테나: 전쟁의 여신?) – serie TV (2010-2011)
- Dangsin-i jamdeun sa-i (당신이 잠든 사이?) – serie TV (2011)
- 21segi gajok (21세기 가족?) – serie TV (2012)
- Mujasik sangpalja (무자식 상팔자?) – serie TV (2012-2013)
- Don-ui hwasin (돈의 화신?) – serie TV (2013)
- Mad-i (맏이?) – serie TV (2013-2014)
- Neohuideur-eun po-widwaetda (너희들은 포위됐다?) – serie TV (2014)
- Angry Mom (앵그리맘?) – serie TV (2015)
- Oh My Geum-bi (오 마이 금비?) – serie TV (2016)
- Ibeon ju, anaega baram-eul pimnida (이번 주 아내가 바람을 핍니다?) – serie TV (2016)
- Saimdang, bich-ui ilgi (사임당, 빛의 일기?) – serie TV (2017)
- Eonnineun sar-a-itda (언니는 살아있다?) – serie TV (2017)
- Yeonnamdong 539 (연남동 539?) – serie TV (2018)
- Hunnamjeong-eum (훈남정음?) – serie TV (2018)
- Sin-gwa-ui yaksok (신과의 약속?) – serie TV (2019)
- Hospital Playlist (슬기로운 의사생활?) – serie TV (2020-2021)
- Han beon danyeo-watseumnida (한 번 다녀왔습니다?) – serial TV (2020)
- Gamyeon-ui yeo-wang (가면의 여왕?) – serie TV (2023)